# Canthyporus
Canthyporus es un género de coleópteros adéfagos  perteneciente a la familia Dytiscidae. 

## Especies
- Canthyporus aenigmaticus	Bistrom & Nilsson 2006
- Canthyporus alpestris	Guignot 1938
- Canthyporus alvei	Omer-Cooper 1965
- Canthyporus beffleri	Wewalka 1981
- Canthyporus congener	Omer-Cooper 1956
- Canthyporus consuetus	Omer-Cooper 1965
- Canthyporus cooperae
- Canthyporus fluviatilis
- Canthyporus guignoti
- Canthyporus guttatus
- Canthyporus hottentottus	Bistrom & Nilsson 2006
- Canthyporus hynesi	Nilsson 1991
- Canthyporus kenyensis	Bilardo & Sanfilippo 1979
- Canthyporus laccophiloides	Omer-Cooper 1953
- Canthyporus lateralis
- Canthyporus latus	Omer-Cooper 1965
- Canthyporus lowryi	Omer-Cooper 1965
- Canthyporus navigator
- Canthyporus nebulosus	Omer-Cooper 1965
- Canthyporus nimius	Bistrom & Nilsson 2006
- Canthyporus parvus	Omer-Cooper 1955
- Canthyporus pauliani	Guignot 1951
- Canthyporus petulans
- Canthyporus regimbarti	Nilsson 2001
- Canthyporus sigillatus	(Guignot 1955)
- Canthyporus similator	Zimmermann 1923
- Canthyporus simulator	Guignot 1959
- Canthyporus subparallelus	Guignot 1956
- Canthyporus swaziensis
- Canthyporus testaceus	Zimmermann 1923
- Canthyporus turneri	Bistrom & Nilsson 2006
- Canthyporus wewalkai	Bistrom & Nilsson 2006